# Semen Osynowski
Semen Mendełejowycz Osynowski, ukr. Семен Менделейович Осиновський, ros. Семён (Соломон) Менделеевич Осиновский, Siemion (Sołomon) Miendielejewicz Osinowski (ur. 25 września 1960 we Frunze, Kirgiska SRR) – ukraiński piłkarz pochodzenia żydowskiego, grający na pozycji napastnika lub pomocnika, trener piłkarski.

## Kariera piłkarska

### Kariera klubowa
Wychowanek Szkoły Sportowej we Frunze. Pierwszy trener M.Karabadżak. W 1977 rozpoczął karierę piłkarską w drugoligowym klubie Ałga Frunze. W 1984 bronił barw Dünamo Tallinn, a w następnym roku został zaproszony do Tawrii Symferopol. Latem 1988 powrócił do Ałgi Frunze. Na początku 1991 został piłkarzem Dostuk Sokuluk, a po pół roku przeniósł się do APK Azow, w którym zakończył karierę piłkarza. W maju 1995 już jako trener rozegrał 2 mecze w składzie Dnipra Czerkasy.

### Kariera reprezentacyjna
Bronił barw juniorskiej reprezentacji ZSRR.

## Kariera trenerska
Karierę szkoleniowca rozpoczął po zakończeniu kariery piłkarza. Od września 1992 do września 1995 prowadził Dnipro Czerkasy. Potem do końca sezonu 1995/96 stał na czele Krystału Czortków. Od stycznia 1997 do sierpnia 1998 ponownie prowadził czerkaski klub, który zmienił nazwę na FK Czerkasy. W sierpniu 1998 został mianowany na stanowisko głównego trenera libijskiego klubu Al-Ittihad Trypolis, z którym pracował trzy miesiące. W styczniu 1999 stał na czele Kreminia Krzemieńczuk, którym kierował do zakończenia sezonu 1999/2000, po czy klub został rozformowany. Następnie pracował w sztabie szkoleniowym Worskły Połtawa, prowadząc drugą drużynę połtawskiego klubu. Od lipca do sierpnia 2002 prowadził Polissia Żytomierz.

## Sukcesy i odznaczenia

### Sukcesy piłkarskie
Tawrija Symferopol
- mistrz Ukraińskiej SRR: 1985, 1987
- wicemistrz Ukraińskiej SRR: 1986
- półfinalista Pucharu ZSRR: 1987

### Sukcesy trenerskie
Dnipro Czerkasy
- mistrz Ukraińskiej Drugiej Lihi: 1993

### Odznaczenia
- tytuł Mistrza Sportu ZSRR: 1990